# بيتر موير
بيتر موير (بالإنجليزية: Peter Moir)‏ هو لاعب اتحاد الرغبي أسترالي، ولد في 1882 في باثرست في أستراليا، وتوفي في 1921 في Malabar, New South Wales ‏ في أستراليا.